# 신기주
신기주는 에스콰이어, 포춘코리아 소속의 기자다.

## 방송
- 시네마천국 (1994~2014)
- 비밀 독서단 (2016)
- 본격연예 한밤 (2016~2020)
- 대학토론배틀 Spring Editon (2017) - 심사위원
- 킹슈맨 (2020~2021)

## 도서
- 우리는 왜?(신기주 사회비평 칼럼집) (2012)
- 사라진 실패(기업의 성공 신화에 가려진 진실) (2013)
- 장기 보수 시대 (2015)
- 생각의 모험(인생의 모서리에서 만난 질문들) (2015)
- 플레이(Play,게임 키드들이 모여 글로벌 기업을 만들기까지,넥슨 사람들 이야기) (2015)
- 남자는 무엇으로 싸우는가 (2016)